# Oberdietfurt
Oberdietfurt ist ein Gemeindeteil des Marktes Massing im niederbayerischen Landkreis Rottal-Inn.

## Lage
Das Pfarrdorf Oberdietfurt liegt unmittelbar nordwestlich von Unterdietfurt am linken Ufer der Rott und zwei Kilometer östlich von Massing etwas südlich der B 388 auf der Gemarkung Wolfsegg.

## Geschichte
Bereits um das Jahr 520 wurde der Ort Dietfurt erwähnt, benannt nach einer Furt über die Rott. Im Jahre 680 schenkte Bischof Rupert von Salzburg den Bewohnern ein hölzernes Gotteshaus. Damals gehörte das Land dem Hochstift Salzburg, welches die Urpfarrei Dietfurt begründete. Bischof Arn von Salzburg (787–821) erwähnte in seiner Notitia Arnonis unter anderem die Kirchen der Pfarrei Dietfurt. In Unterdietfurt befand sich die Seelsorgskirche, in Oberdietfurt die Taufkirche.
Im Laufe der Zeit bildeten sich zwei Orte, das Obere und das Niedere Dietfurt. Erst im 11. Jahrhundert entstanden zwei Pfarreien. Beide Kirchen wurden reich mit Gütern beschenkt.
1267 musste der Graf von Leonsberg zugunsten des Regensburger Bischofs Leo auf das Patronat Oberdietfurt verzichten, behielt aber die Vogtei als hochstiftiges Lehen. Am 14. August 1278 schenkte Bischof Heinrich II. seinem Domkapitel die Pfarrei Oberdietfurt mit allen Patronats- und sonstigen Rechten. 1305 musste Graf von Leonsberg dem Domkapitel Regensburg auch das Vogteirecht in Oberdietfurt mit jährlich 5 Pf. Erträgnis auf 4 Jahre überlassen.
Als 1648 im Dreißigjährigen Krieg die Schweden den Markt Massing niederbrannten, wurde die Kirche in Oberdietfurt zwar nicht zerstört, aber ausgeplündert. Infolge der Pest starben in der Pfarrei Oberdietfurt 1649 131 Menschen. 1855 wurde die Expositur Massing zur selbstständigen Pfarrei erhoben. Durch den Einspruch des Oberdietfurter Pfarrers erhielt die Verordnung erst 1862 Rechtsgültigkeit.
Aus der Obmannschaft Oberdietfurt im Landgericht Eggenfelden, die Massing ringartig umgab, wurde 1818/1823 die Gemeinde Wolfsegg II gebildet. Das Pfarrdorf Oberdietfurt musste dabei als Gemeindehauptort hinter dem Patrimonialgericht Wolfsegg zurücktreten. 1851/1852 wurden Wolfsegg I und Wolfsegg II vereinigt.
Als eine der ersten Pfarreien nach dem Zweiten Weltkrieg weihte Oberdietfurt 1950 ein Kriegerdenkmal ein. Es steht auf dem neugestalteten Dorfplatz, ein Kreuz aus Granit und zwei Granittafeln links und rechts mit den Namen der Gefallenen.
Am 1. April 1971 kam die Gemeinde Wolfsegg mit Oberdietfurt im Zuge der Gebietsreform zu Massing. Abgesehen von der Gemeindegrenze zwischen Massing und Unterdietfurt verläuft zwischen Ober- und Unterdietfurt auch die Grenze zwischen dem Bistum Regensburg (Oberdietfurt) und dem Bistum Passau (Unterdietfurt).

## Sehenswürdigkeiten
Die katholische Pfarrkirche St. Johannes der Täufer stammt aus dem 15. Jahrhundert. Der Turm der dreischiffigen spätgotischen Hallenkirche verfügt über zwei markante Treppengiebel beiderseits des krönenden Satteldaches. Chor und Langhaus besitzen ein Netzrippengewölbe. Die Wandmalereien stammen aus dem Jahr 1765. Im Jahr 1880 erhielt die Kirche ihr heutiges Aussehen mit einer vorwiegend neugotischen Ausstattung. Der neugotische Hochaltar besitzt spätgotische Flügelreliefs um 1500 und Figuren aus der Spätgotik, z. B. hl. Anna selbdritt. Auf dem neugotischen Flügelaltar im nördlichen Seitenschiff befinden sich spätgotische Schnitzfiguren: Hl. Michael, Ambrosius, Augustinus (um 1500) sowie Gemälde der Heiligen Stephan und Laurentius (links), Wolfgang und Nikolaus (rechts).

## Bildung und Erziehung
Im alten „Zepf“-Anwesen wurden die ersten Kinder unterrichtet.
Der Lehrer Dollmaier baute später das Neue Schulhaus direkt neben dem Wirtshaus. Mit zwei Klassenzimmer und einer Lehrerwohnung.
Durch die Iniziative von Bgm. Matthias Ertl wurde 1963 eine neue Schule in Oberdietfurt eröffnet, die man 1996 in einen Kindergarten umgestaltete.

## Vereine
- Freiwillige Feuerwehr Wolfsegg
- Mutter-Kind-Gruppe (gegründet 1996 als Untergruppe des Kath. Frauenbundes)
- Krieger- und Soldatenkameradschaft Oberdietfurt
- Marianische Männerkongregation Oberdietfurt
- Schützenverein Oberdietfurt (Frohsinn Amicitia e.V. Gegründet: 1884. Wiedergegründet 1975)
- SV Eintracht Oberdietfurt 1967. Gegründet: 1967. Aktivitäten: Fußball, Rad, Ski
- Katholische Landjugend Huldsessen-Oberdietfurt
- Seniorenrunde
- verschiedene Stammtisch für Männer und Frauen